# Darcina Manuel
Darcina Rose Manuel (Gisborne, 24 de septiembre de 1992) es una deportista neozelandesa que compite en judo. Ganó siete medallas en el Campeonato de Oceanía de Judo entre los años 2010 y 2016.
Pertenece a la iwi maorí de los Ngāti Porou, concretamente, el apellido Manuel procede de la tribu Paniora, fundada en el siglo XIX por el español Manuel José de Frutos.

## Palmarés internacional
| Campeonato de Oceanía | Campeonato de Oceanía    | Campeonato de Oceanía | Campeonato de Oceanía |
| Año                   | Lugar                    | Medalla               | Categoría             |
| --------------------- | ------------------------ | --------------------- | --------------------- |
| 2010                  | Canberra (Australia)     | Medalla de plata      | –57 kg                |
| 2011                  | Papeete (Francia)        | Medalla de bronce     | –57 kg                |
| 2012                  | Cairns (Australia)       | Medalla de bronce     | –57 kg                |
| 2013                  | Apia (Samoa)             | Medalla de oro        | –57 kg                |
| 2014                  | Auckland (Nueva Zelanda) | Medalla de oro        | –57 kg                |
| 2015                  | Païta (Francia)          | Medalla de plata      | –57 kg                |
| 2016                  | Canberra (Australia)     | Medalla de oro        | –57 kg                |